# José Fossa
José Hipólito Fossa (Buenos Aires, 13 de agosto de 1904- 8 de octubre de 1967) fue un jugador de fútbol argentino que se desempeñaba de defensor o mediocampista. Su único club fue San Lorenzo de Almagro. Es con 6 títulos (4 locales y 2 internacionales), junto a Leandro Romagnoli, el futbolista con más logros en la historia de San Lorenzo. Fue también entrenador en el mismo club.

## Historia
Nació en Buenos Aires el 13 de agosto de 1904. Habiendo llegado al club a los 11 años, jugó únicamente en San Lorenzo de Almagro, donde ocupó la posición de defensor interior izquierdo y en 1923 la de mediocampista izquierdo. Debutó en el primer equipo el 19 de octubre de 1919, contra Estudiantil Porteño. Participó en la obtención de las copas rioplatenses de 1923 y 1927 y los campeonatos nacionales de las asociaciones precursoras de la AFA.
Su pasión ligada a San Lorenzo desde niño tuvo su gran festejo el 1 de enero de 1915, cuando el club ganó el ascenso ante Honor y Patria en la cancha deFerro Carril Oeste. Entre los ruidosos parciales improvisando un tacho como tambor, con apenas 13 años, estaba José Fossa que llevaba los colores en el alma, sin saber que poco menos de dos décadas después se transformaría en el jugador que más títulos ganó de toda la historia de la institución. 
Como jugador tuvo como característica principal el temperamento y la garra. Ingresó al club para jugar en quinta división, donde fue campeón, luego lo hizo en cuarta y en intermedia y se mantuvo en primera división por más de una década con una regularidad asombrosa. Su puesto natural en inferiores y en los primeros partidos en primera fue el de insider izquierdo, para pasar a ocupar la mayor parte de su dilatada campaña el puesto de half izquierdo. El primer gol en primera división lo convirtió el 6 de mayo de 1923 en el triunfo por 2 a 1 ante River Plate en su vieja cancha de Alvear y Tagle. Durante el campeonato de 1923, en el que ganó su primer título le tocó reemplazar algunos partidos en la zaga al notable Pedro Omar y en otras oportunidades a Enrique Monti. En el campeonato de 1924, también ganado por San Lorenzo, ocupó la línea media con Alfredo Sánchez y Luis Monti, mostrando una seguridad  admirable, producto de su tenacidad y pujanza. Luego de los subcampeonatos de 1925 y 1926, fue parte del brillante equipo, ganador del título en 1927, que tuvo a San Lorenzo 47 partidos sin perder entre 1926 y 1927. Fue titular en los partidos por las dos copas internacionales ganadas el 22 de junio de 1924 y el 30 de diciembre de 1928. 
Ya iniciada la era profesional, logró su sexto título con aquel memorable campeón de 1933, volviendo a la defensa como back izquierdo, para hacer dupla con Félix Pacheco. Se retiró en 1934, pero su faceta de ganador nato lo llevó a lograr consagrarse campeón también como técnico de San Lorenzo, en la Copa de Honor de 1936.

## Clubes
| Club                   | País      | Año       |
| ---------------------- | --------- | --------- |
| San Lorenzo de Almagro | Argentina | 1919-1934 |

## Palmarés

### Como futbolista

#### Títulos nacionales
| Título                         | Club        | País      | Año  |
| ------------------------------ | ----------- | --------- | ---- |
| Campeonato de Primera División | San Lorenzo | Argentina | 1923 |
| Campeonato de Primera División | San Lorenzo | Argentina | 1924 |
| Campeonato de Primera División | San Lorenzo | Argentina | 1927 |
| Campeonato de Primera División | San Lorenzo | Argentina | 1933 |

#### Títulos internacionales
| Título                              | Club                | País      | Año  |
| ----------------------------------- | ------------------- | --------- | ---- |
| Copa Campeonato del Río de la Plata | San Lorenzo         | Argentina | 1923 |
| Copa Aldao                          | San Lorenzo         | Uruguay   | 1927 |
| Campeonato Sudamericano             | Selección argentina | Perú      | 1927 |

### Como entrenador

#### Títulos nacionales
| Título                         | Club        | País      | Año  |
| ------------------------------ | ----------- | --------- | ---- |
| Campeonato de Primera División | San Lorenzo | Argentina | 1936 |